# Leslie Harvey
 (juillet 2011).
Si vous disposez d'ouvrages ou d'articles de référence ou si vous connaissez des sites web de qualité traitant du thème abordé ici, merci de compléter l'article en donnant les références utiles à sa vérifiabilité et en les liant à la section « Notes et références ».
Leslie « Les » Harvey, (Glasgow, Écosse 13 septembre 1944 ou 13 septembre 1945 - Swansea, 3 mai 1972), est un guitariste écossais, membre de plusieurs groupes écossais de la fin des années 1960 et du début des années 1970.

## Biographie
Dans les années 1960, Alan Price lui demande de rejoindre The Animals, mais Harvey choisit de rester avec son frère, Alex Harvey. Il rejoint ensuite un autre groupe écossais, Blues Council. Le groupe enregistrera un seul titre, Baby Don't Look Down. En mars 1965, leur bus de tournée a un accident dans lequel le chanteur Fraser Calder et le bassiste James Giffen sont tués, provoquant la fin du groupe.
En 1969, il rejoint le groupe écossais Cartoone afin d'enregistrer quelques chansons pour leur deuxième album et l'accompagne pendant la tournée. 
À la fin de 1969, il cofonde Stone the Crows. En 1972, il se trouve sur scène avec son groupe au club Top Rank de Swansea lorsqu'il touche avec des mains humides un microphone non relié à la terre. Il est tué par électrocution. Il avait 26 ou 27 ans selon la date de naissance retenue. 